# Macrolophus separatus
Macrolophus separatus är en insektsart som först beskrevs av Philip Reese Uhler 1894.  Macrolophus separatus ingår i släktet Macrolophus och familjen ängsskinnbaggar. Inga underarter finns listade i Catalogue of Life.